# Pterolophia penicillata
Pterolophia penicillata là một loài bọ cánh cứng trong họ Cerambycidae.